# Tributo per i servizi indivisibili
Il tributo per i servizi indivisibili (detta anche  TASI) è stato un tributo del sistema tributario italiano.
Insieme con l'IMU e la tassa sui rifiuti (TARI), è una delle tre componenti dell'Imposta unica comunale (IUC) ed è stata istituita dalla legge di stabilità per il 2014 (legge 27 dicembre 2013, n. 147 come modificata dalla legge 28 dicembre 2015, n. 208 cioè la legge di stabilità per il 2016).
Con la Legge di Bilancio 2020 - Legge 27 dicembre 2019, n. 160, la TASI è stata abrogata ed è stata istituita la nuova IMU 2020.

## Caratteristiche
Riguarda i servizi comunali indivisibili, cioè quelli rivolti omogeneamente a tutta la collettività che ne beneficia indistintamente, con impossibilità di quantificare l'utilizzo da parte del singolo cittadino e il beneficio che lo stesso ne trae. In particolare il suo gettito va a finanziare i costi della manutenzione del verde pubblico e delle strade comunali, l'arredo urbano, l'illuminazione pubblica e l'attività svolta dalla polizia locale.
La legge 27 dicembre 2013, n. 147 (legge di stabilità per l'anno 2014) prevede che ogni comune italiano interessato debba individuare i servizi indivisibili, dando indicazione analitica, per ciascuno di tali servizi, dei relativi costi alla cui copertura il tributo sia diretto. Insieme con le aliquote del TASI, il Comune dovrà approvare l'elenco dei servizi che verranno pagati con l'introito del nuovo tributo e le somme destinate a ciascuno di essi.

## Normativa di riferimento
- Art. 1 della legge 27 dicembre 2013, n. 147 "Disposizioni per la formazione del bilancio annuale e pluriennale dello Stato (legge di stabilità 2014)", che ne costituisce la norma fondamentale. Più precisamente i commi da 639 a 716 disciplinano l'imposta-contenitore Imposta unica comunale ed all'interno di questi la normativa di dettaglio è relativa ai commi da 669 a 731;
- Legge 28 dicembre 2015, n. 208 "Disposizioni per la formazione del bilancio annuale e pluriennale dello Stato (legge di stabilità per il 2016)". Essa difatti all'art. 1 commi da 10 a 28 e da 53 e 54 introduce alcune modificazioni al testo citato al punto precedente.

## Presupposto
Il presupposto del TASI è "il possesso o la detenzione di fabbricati o aree edificabili", esclusi quindi i terreni agricoli. Per questo tributo vale l'esenzione per la prima abitazione con rimando alla disciplina IMU (art. 1 c. 669 legge 147/2013 come novellato dalla legge di stabilità per il 2016). Essa colpisce tutti i possessori ma anche i detentori (ad eccezione in ogni caso delle prime abitazioni) e pertanto risulta essere dovuta anche in caso di locazione e comodato. Tuttavia a differenza dell'IMU non vi è moltiplicazione: per ogni singolo immobile infatti essa viene spartita fra tutti i possessori e detentori, di modo che i possessori paghino complessivamente una quota compresa fra il 70% ed il 90% stabilita con regolamento comunale mentre il resto venga suddiviso fra tutti i detentori (commi 671 e 681). In caso di assenza di detentori tutta l'imposta grava sui possessori.

## Il calcolo
Il tributo viene calcolato sulla base imponibile della rendita catastale di fabbricati (rurali ed urbani), ivi comprese abitazioni di lusso. Il TASI da pagare va rapportato alla quota e ai mesi di possesso dell'immobile; riguardo al periodo di possesso valgono gli stessi criteri dell'IMU, quindi un periodo di almeno 15 giorni conta come un mese intero.
Il pagamento del tributo è previsto anche per gli affittuari, con una quota tra il 10% e il 30%, secondo quanto stabilito dal Comune. Al contrario l'IMU resta in vigore sulle altre proprietà.
Per calcolare l'ammontare si parte dalla rendita catastale rivalutata del 5%, si moltiplica il risultato per il coefficiente che varia in base al tipo di immobile (ad esempio 160 per le case), si applica l'aliquota comunale e si sottraggono eventuali detrazioni.
Riguardo all'aliquota, i comuni possono applicare un aumento fino ad un massimo dello 0,8 per mille e i sindaci possono stabilire come distribuire tale maggiorazione tra abitazione principale e seconde case; per la prima casa l'aliquota può salire fino al 3,3 per mille, mentre per gli altri immobili il TASI insieme all'IMU non possono superare l'11,4 per mille (ovvero 10,6 per mille comprensivo di TASI e IMU più lo 0,8 di maggiorazione); si pagherà con le aliquote decise nei 12 mesi precedenti.

## Termini
Ai sensi della legge 2 maggio 2014, n. 68 il versamento del TASI deve essere effettuato nelle date del 16 giugno e del 16 dicembre di ogni anno. È tuttavia consentito il pagamento del TASI in unica soluzione entro il 16 giugno di ciascun anno. Il pagamento avviene in autoliquidazione mediante il modello F24 o bollettino di conto corrente postale, entro le scadenze previste.

## Soggetti esenti
Ci sono delle categorie di immobile che sono esentati dal pagamento del TASI, in particolare: 
- gli immobili posseduti dallo Stato, dalle Regioni, dalle Province, dai Comuni, dalle comunità montane;
- gli immobili posseduti dal Servizio Sanitario Nazionale, se destinati a compiti istituzionali;
- i fabbricati nelle categorie catastali da E/1 a E/9  (IMMOBILI A DESTINAZIONE PARTICOLARE GRUPPO E  E/1  Stazioni per servizi di trasporto, terrestri, marittimi ed aerei.  E/2  Ponti comunali e provinciali soggetti a pedaggio.  E/3  Costruzioni e fabbricati per speciali esigenze pubbliche  E/4  Recinti chiusi per speciali esigenze pubbliche.  E/5  Fabbricati costituenti fortificazioni e loro dipendenze.  E/6  Fari, semafori, torri per rendere d’uso pubblico l’orologio comunale  E/7  Fabbricati destinati all’esercizio pubblico dei culti.  E/8  Fabbricati e costruzioni nei cimiteri, esclusi i colombari, i sepolcri e le tombe  di famiglia.  E/9  Edifici a destinazione particolare non compresi nelle categorie precedenti del  gruppo E.);
- i fabbricati a uso culturale;
- i fabbricati a esclusivo uso del culto;
- i fabbricati appartenenti alla Santa Sede;
- gli edifici appartenenti a Nazioni estere o a organizzazioni internazionali;
- i fabbricati inagibili o inabitabili.

## Esclusi
Vengono esclusi tutti gli immobili che non siano fabbricati o aree edificabili, ad esempio i terreni agricoli. Dal 1º gennaio 2016 sono escluse dal pagamento del TASI tutte le abitazioni usate come prima casa.

## Riduzioni
Il Comune che lo ritiene può provvedere a particolari riduzioni o esenzioni in alcuni casi:
- abitazioni con un unico occupante;
- abitazioni usate poco frequentemente o stagionalmente;
- abitazioni occupate da soggetti che risiedono per più di sei mesi l'anno in paesi esteri;
- fabbricati rurali ad uso abitativo.[4]

## Natura del tributo
La legge definisce il TASI "tributo" senza preoccuparsi di specificare se esso sia una tassa piuttosto che un'imposta. Rimane dunque l'incertezza legata alla sua natura, che tuttavia è praticamente priva di implicazioni pratiche.